# Robin Bhatt
Robin Bhatt (...) è uno sceneggiatore indiano, uno dei più celebri di Bollywood.
È il fratello del regista Mahesh Bhatt, con cui ha spesso collaborato attraverso la casa di produzione Bhatt Productions.
Oltre a scrivere, Bhatt ha occasionalmente lavorato come attore ed assistente alla regia.
Nei suoi venti anni di carriera, ha curato la sceneggiatura di circa 66 film, molti dei quali si sono rivelati grandi successi al botteghino, come Aatish, Sadak, Aashiqui, il suo debutto, ed altri. È stato candidato per alcuni premi per le sceneggiature realizzate per Omkara, Koi Mil Gaya e Krrish ed ha vinto un Filmfare Awards nel 1993 con Baazigar.